# Johann Schweighäuser
Johann Schweighäuser, född den 26 juni 1742 i Strasbourg, död den 19 januari 1830, var en tysk filolog.
Schweighäuser levererade värdefulla utgåvor av grekiska historiker, således Appianos (3 band, 1785), Polybios (9 band, 1789—95 och 5 band, 1831) och Herodotos (6 band, 1816), vartill sluter sig ett Lexicon Herodoteum (2 band, 1816). Vidare utgav han Athenaios (14 band, 1801—07) och Senecas brev (2 band, 1809). Hans Opuscula academica utkom i Strasbourg 1806.